# Betis Club de Fútbol Valladolid
El Betis Club de Fútbol Valladolid es un club de fútbol del barrio Las Delicias de la ciudad de Valladolid. Fue fundado en 1942 y juega en Primera División Regional Aficionados de Castilla y León. 
Su uniforme es: camiseta a rayas verticales verdes y blancas, pantalón blanco y medias verdes, al igual que el equipo andaluz Real Betis Balompié.
Juega sus partidos como local en la Finca Canterac, campo nº1, llamado a modo de homenaje como Nemesio Gómez Rupérez “El Peque”.
Cuenta en su palmarés con 1 liga de Primera Regional lograda en la temporada 1993-94, lo que le valió para lograr el ascenso y disputar por primera en su historia la liga de Tercera División en la temporada 1994-95 en el grupo VIII, grupo de los equipos de Castilla y León, categoría que no pudo mantener, pero el equipo logró un nuevo ascenso la temporada 1998-99 y consiguió disputar la temporada 1999-00 por 2ª y última vez hasta el momento Tercera División en el grupo VIII, categoría que está vez si estuvo a punto de mantener al quedar en 17.ª posición si no hubiera sido por el descenso de la Gimnástica Segoviana C.F. en la temporada 1999-00 de Segunda División B que provocó un nuevo descenso en Tercera División para mantener la categoría con 20 equipos. Tras 5 temporadas compitiendo en Primera Provincial, al término de la temporada 2012-2013 el equipo queda campeón de su grupo y logra un nuevo ascenso a Primera Regional, categoría que ha logrado mantener hasta la actualidad.

## Historia
En 1940, se crea el Antiguos Alumnos, fundado por un grupo de estudiantes con sede social en la Plaza Circular de Valladolid. Es el precursor del Betis C.F. actual, que nacería como tal en 1942 bajo muchas dudas acerca de su denominación y composición. Se formó anecdóticamente después de un partido entre el Antiguos Alumnos contra el equipo de un colegio mayor de Valladolid compuesto por estudiantes sevillanos y béticos, en el que los contendientes decidieron crear un equipo federado. Para ello tomaron el nombre y el uniforme del Real Betis Balompié.
De aquellos que lo fundaron, fue presidente del equipo Honorato García, mientras que el presidente honorífico ha sido Esteban Carrasco, hasta la llegada a la presidencia de Nemesio Gómez, 'El Peque', el presidente más longevo de la entidad, con más de 30 años en el cargo y hombre clave en la configuración del fútbol base de la ciudad. Tras el fallecimiento de Nemesio Gómez en 2016, el club pasó a ser presidido por José Luis Alonso, y posteriormente por Marta Baz, quien continua actualmente en el cargo.
A pesar de su larga historia, su techo es estar tan sólo dos temporadas en Tercera División, la primera fue en la temporada 1994-95, en la que solamente se mantendría un año. El siguiente ascenso a la Tercera División se produjo en la 98-99, jugando al año siguiente por segunda y última vez en dicha categoría. 
En 2002 se produce la remodelación más importante en la historia del campo del Betis, el Finca Canterac, con la construcción del campo de hierba artificial y la grada que lo separa del campo anexo de tierra. Posteriormente las instalaciones crecieron añadiéndose un tercer campo, y pasando a ser todos de hierba artificial.
En febrero de 2005, recibe en Madrid la bandera conmemorativa del centenario del Real Betis Balompié, poniendo de manifiesto la buena relación existente entre los dos clubes verdiblancos.
El club ha sido invitado a participar en numerosos trofeos nacionales e internacionales, entre ellos el encuentro de equipos verdiblancos organizado por el Real Betis Balompié por su centenario y que nunca llegó a celebrarse.
Actualmente, el club ha entrado en decadencia, culminada la temporada 2007-08 con el descenso desde Primera regional hasta Primera provincial tras una lamentable temporada quedando último de su grupo, con tan solo 18 puntos y 105 goles encajados. Además, el club atraviesa por una grave crisis institucional culminada con la dimisión el 23 de abril de 2008 del vicepresidente Jesús Frades González.
Mirando al futuro, el Betis ha cambiado de entrenador, colocando a un hombre de la casa como Marceliano Mesonero para intentar el regreso a Primera regional lo antes posible. El club cuenta con más de 150 socios y multitud de simpatizantes por toda la capital vallisoletana.

## Cantera
El Betis C.F. destaca por su excelente estructura de cantera, desde el Juvenil (creado en 1957) hasta los niños de la escuela de fútbol. Es por esto que hablamos del equipo más emblemático de la ciudad de Valladolid, por detrás del Real Valladolid.
El juvenil no comenzó a jugar hasta la temporada 58-59, siendo ya uno de los mejores equipos de la ciudad.
Sin embargo, el juvenil tuvo problemas y durante una década tuvo participaciones intermitentes en las competiciones oficiales, dejando de participar de 1962 a 1964 y de 1968 a 1971.
A principios de la década de los 80, y ya gracias a la labor de Nemesio Gómez, se crean los equipos infantil y alevín, absorbiendo a los equipos base de otro histórico vallisoletano como el Asclepios C.F.
En la temporada 2007-08 se produce quizás el momento más grave en la historia del fútbol base del Betis, cuando en el equipo cadete regional se produce la dimisión del entrenador y delegado del equipo por discrepancias con la directiva del club.
La última gran alegría de la cantera verdiblanca ha sido el ascenso del equipo juvenil a División de Honor Nacional en 2008.
En conclusión, los equipos de las categorías inferiores del Betis C.F. han conseguido para el club grandes éxitos que no se ven refrendados por el equipo senior.

## Uniforme
- Uniforme titular: Camiseta verdiblanca, pantalón blanco, medias verdes.

- Uniforme alternativo: Camiseta, pantalón y medias negras.